# 정서운
정서운(1993년 12월 8일 ~ )는 대한민국의 축구 선수이며 포지션은 공격수이다. 현재 거제시민축구단에서 활동하고 있다.